# 大分市立判田中学校
大分市立判田中学校（おおいたしりつ はんだちゅうがっこう）は、大分県大分市判田台北にある公立中学校である。

## 概要
大分市の南部郊外に位置する。近年、近隣に造成された新興住宅地への転入等があったものの生徒数は減少している。
校名の判田については、古くは承平年間（931-938年）に編纂された『和名抄』に判太郷という地名が見えるが、判太郷の所在地は不明であり、現在の判田との関係には諸説がある。唐橋君山の『豊後国志』及び『箋釈豊後風土記』では、現在の判田を判太郷に比定しているが、井上通泰は『豊後風土記新考』において判太郷に因んで新しく付けられたものであるとしている。

## 沿革
- 1941年（昭和16年）4月 - 判田尋常小学校（現大分市立判田小学校）と統合の上、判田村国民学校に改称。
- 1947年（昭和22年）4月 - 独立し、判田村立判田中学校と改称。判田小学校と校舎を共用。
- 1950年（昭和25年）9月 - 校舎落成。
- 1954年（昭和29年）4月 - 判田村の合併により大南町立判田中学校となる。
- 1963年（昭和38年）3月 - 大南町の合併により大分市立判田中学校となる。

## 通学区域
下判田の一部、中判田の一部、上判田の一部、ひばりが丘一丁目～五丁目、つつじが丘、高江中央一丁目～三丁目、高江南一丁目～三丁目、高江北一丁目・二丁目、高江西一丁目・二丁目

## 交通
- 九州旅客鉄道（JR九州）豊肥本線中判田駅より徒歩約15分
- 大分バス判田中学校前バス停よりすぐ

## 部活動
- 軟式野球部（男子）
- バスケットボール部
- サッカー部（男子）
- バレーボール部（女子）
- ソフトボール部（女子）
- バドミントン部

- ソフトテニス部（男子）
- 柔道部
- 剣道部
- 空手部
- 合唱部
- 美術部
- 体操部
- 硬式テニス部
- 水泳部

## 生徒数
- 合計 - 488名（男子261名、女子227名）
  - 1年 - 155名（男子90名、女子64名）
  - 2年 - 150名（男子76名、女子78名）
  - 3年 - 166名（男子93名、女子85名）

## その他
若葉の輪などの、清掃活動も行っている。